# Archivo biográfico suíço
O Archivo biográfico suíço (em italiano Archivio Biográfico Svizzero (ABS)) é uma obra de referência publicada em seis volumes entre 1952 e 1958 em Zurique.
O ABS pretende reunir breves biografias de pessoas importantes da “vida cultural, econômica, política, militar e dos esportes da Suíça”. Ele serve como uma das muitas bases do Archivo biográfico alemão.